# Alexander Keese
Alexander Keese (* 17. August 1977) ist ein deutscher Historiker und Afrikawissenschaftler. Er ist Professor für Geschichte Subsahara-Afrikas an der Universität Genf.

## Leben
Keese studierte von 1997 bis 2001 neuere und neueste Geschichte (Hauptfach), alte Geschichte und Politikwissenschaft (Nebenfächer) an der Albert-Ludwigs-Universität Freiburg, der Universität Sorbonne Paris-Nord (Paris XIII) und der Universität Aix-en-Provence. Nach einem Austauschsemester an der Pariser École des hautes études en sciences sociales (EHESS) promovierte er 2004 in Freiburg (Breisgau) bei Wolfgang Reinhard zum Dr. phil. Seine Dissertation über portugiesische und französische Kolonialadministratoren in Afrika zwischen 1930 und 1963 wurde mit summa cum laude bewertet. Danach absolvierte er Forschungsaufenthalte u. a. an der School of Oriental and African Studies. Als wissenschaftlicher Assistent lehrte er bis 2009 an der Universität Bern. Dort habilitierte er sich 2010 mit einer Schrift über Gruppensolidarität und den kolonialen Staat an den Küsten Westafrikas. 
Von 2009 bis 2011 war er vom Europäischen Forschungsrat (ERC) Forschungsgruppenleiter zu Zwangsarbeit in Afrika am Centro de Estudos Africanos der Universidade do Porto, dann bis 2015 am Institut für Asien- und Afrikawissenschaften der Humboldt-Universität Berlin (im Sommersemester 2013 zudem Lehrstuhlvertretung für Andreas Eckert). Im Frühjahrssemester 2015 vertrat er den Lehrstuhl von Christophe Conrad an der Universität Genf. Ab 2015 hatte er eine vom Schweizerischen Nationalfonds (SNF) finanzierte Professur in der Einheit für Neuere und Neueste Geschichte der Universität Genf inne. Für seine Forschungen zu politischen Übergängen in West- und Zentralafrika, Ethnizität und Zwangsarbeit wurde er 2016 mit dem Nationalen Latsis-Preis ausgezeichnet. Keese wurde 2019 als ordentlicher Professor für Geschichte Subsahara-Afrikas an die Universität Genf berufen.

## Schriften (Auswahl)
- Living with ambiguity. Integrating an African elite in French and Portuguese Africa, 1930–61. Stuttgart 2007, ISBN 978-3-515-09032-2.
- mit Tony Chafer (Hg.): Francophone Africa at fifty. Manchester 2013, ISBN 978-0-7190-8930-5.
- mit Philip J. Havik und Maciel Santos: Administration and taxation in former Portuguese Africa. 1900–1945. Newcastle upon Tyne 2015, ISBN 978-1-4438-7010-8.
- Ethnicity and the colonial state. Finding and representing group identifications in a coastal West African and global perspective (1850–1960). Leiden 2016, ISBN 978-90-04-30735-3.